# P2P 대출
P2P 대출(영어: peer-to-peer lending, P2P lending)은 온라인 서비스를 통해 채무자와 채권자를 바로 연결해주는 대출 서비스이다. P2P 대출 회사들은 온라인으로 영업을 하면서, 전통적인 금융기관에 비해 간접비와 운영비를 줄일 수 있는 장점을 가지고 있다. 그 결과, 채권자들은 은행에 투자하거나 예금을 맡기는 것보다 높은 수익율을 낼 수 있으며, 채무자들은 보다 낮은 이율에 대출을 할 수 있다. 또한, P2P 대출 회사는 채권자와 채무자의 연결을 중계하는 수수료와 채무자의 신용등급을 확인하는 서비스로 이익을 낼 수 있다.
크라우드펀딩으로 알려진 많은 P2P 대출은 개인에게는 무담보 대출이다. 반면 기업을 대상으로는 담보 대출이다. 담보 대출은 주로 사치품을 담보로 제공되는데 보석, 시계, 빌딩 등이 이에 해당된다. P2P 대출은 개인, 기업, 자선단체의 모금으로 자본이 형성된다. P2P 대출의 다른 형태로는 학자금 대출, 상업/부동산 대출, 단기 소액대출 등이 있다.
금리는 역경매 방식으로, 가장 낮은 금리를 제공하는 채권자의 금리가 책정되거나, 중개 회사가 채무자의 신용 등급에 따라서 책정하기도 한다. 채권자의 투자금액은 정부로부터 보호받지는 못하는 경우가 일반적이다.

## 관련 서비스
- 한국어음중개

## 같이 보기
- C2C (전자 상거래)
- 제2금융권